# 加利福尼亞鎮區 (阿肯色州克利本縣)
加利福尼亞鎮區（英語：California Township）是位於美國阿肯色州克利本縣的一個行政鎮區。

## 地方資料
加利福尼亞鎮區的面積為86.92平方千米，當中陸地面積為86.34平方千米，而水域面積為0.58平方千米。根據2010年美國人口普查的數據，當地共有人口336人，而人口密度為每平方千米3.87人。